# Pare, Escute, Olhe
Pare, Escute, Olhe (dt.: Halte, Höre, Sehe) ist ein Dokumentarfilm über die weitgehende Stilllegung der Eisenbahnstrecke Linha do Tua im Norden Portugals.

## Handlung
Der Film dokumentiert die Vorgeschichte und die 2009 aktuelle Geschichte der Eisenbahnstrecke der Linha do Tua, entlang des Rio Tua. Die Strecke, die als eine der schönsten Europas gilt,  wurde zu Gunsten eines umstrittenen Staudammprojektes in großen Teilen stillgelegt. Anhand von historischen Aufnahmen portugiesischer Präsidenten (Mário Soares, Cavaco Silva) und ihrer Aussagen zur Bedeutung der Strecke für das strukturschwache Gebiet, anhand von aktuellen Aufnahmen die den natürlichen Reiz der Gegend dokumentieren, und anhand von Begegnungen mit Einheimischen und Treffen mit engagierten Bürgern und ihren verschiedenen Meinungen stellt der Film die sozialen, ökonomischen und ökologischen Zusammenhänge dar.

## Rezeption

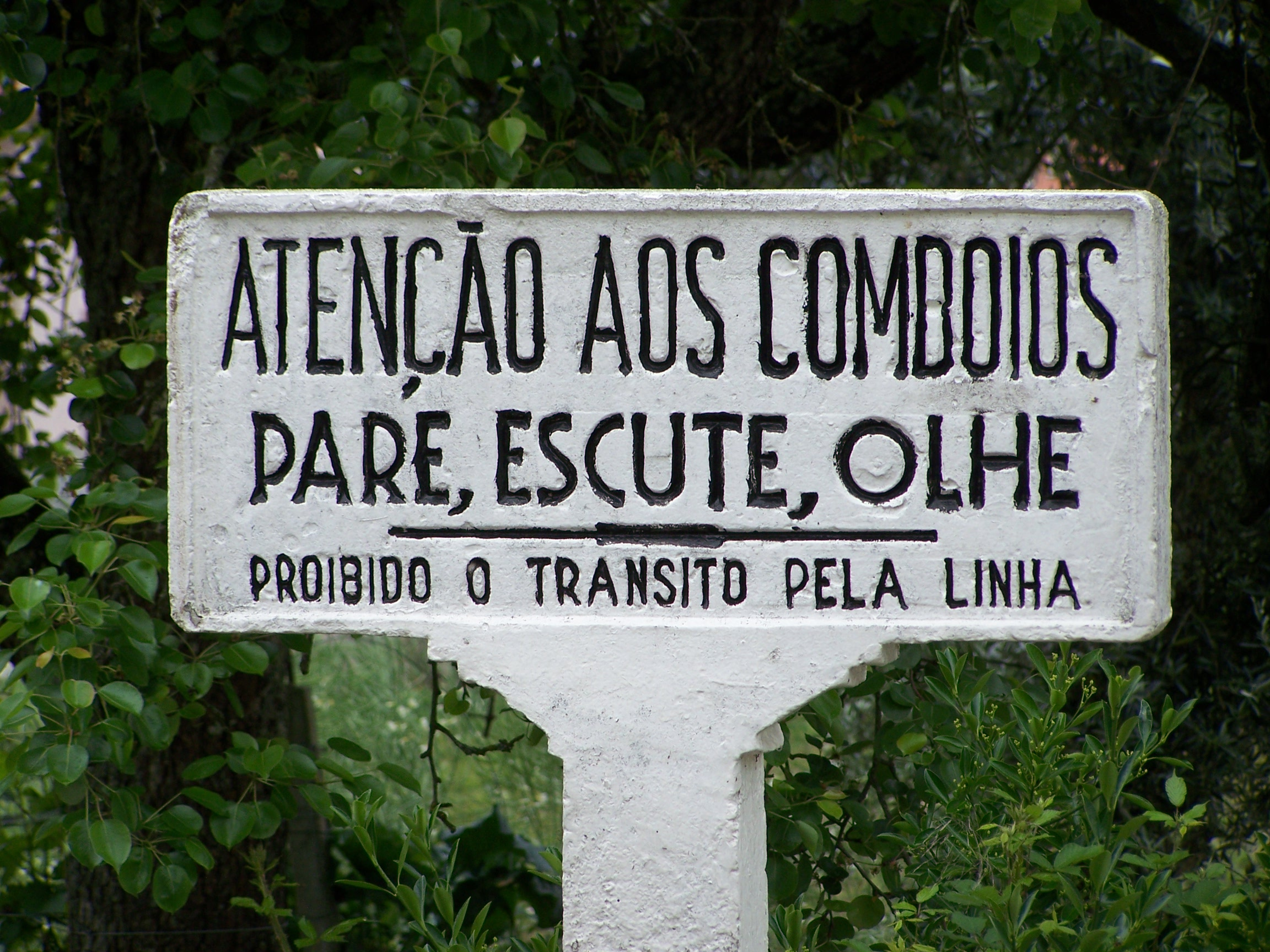
Eines der alten, namensgebenden Warnschilder in Portugal

Nachdem er auf verschiedenen Filmfestivals lief, kam er am 8. April 2010 in die portugiesischen Kinos.
Der Film schlägt eine kämpferische, aufrührende Note an, auch wenn er meist in ruhigen, kontrastreichen und farbintensiven Bildern beeindruckende Aufnahmen von Natur und Mensch zeigt. Regisseur Pelicano richtete passend zum Film auch eine Webseite ein, und er wurde zum Sprachrohr eines wachsenden Widerstand gegen das Staudammprojekt und für die Erhaltung der Strecke.
Der Film lief auf verschiedenen Festivals. Er gewann dabei auch einige Preise, so als bester portugiesischer Dokumentarfilm beim Doclisboa und den Caminhos do Cinema Português, und den großen Umweltpreis beim CineEco. Auch im Ausland erlangte er Aufmerksamkeit, wo er auf verschiedenen Festivals lief und auch ausgezeichnet wurde.